# 雍羌
雍羌（?—?），8世纪末、9世纪初骠国国王。
雍羌大约与中国唐朝的皇帝唐德宗、南诏的国王异牟寻同时。794年（唐德宗贞元十年），雍羌听说南诏异牟寻归附唐朝，向唐朝称臣，心中仰慕，也想通过朝贡形式与唐朝交流。异牟寻派遣使者杨加明去见剑南西川节度使韦皋请献夷中歌曲，于是南诏进献乐工。他于是也多次遣使来唐献乐，进贡了大量骠国乐器。801年（贞元十七年），派悉利移城主舒难陀通过南诏重译来唐朝，献骠国乐十曲，乐工三十五人。唐德宗授雍羌以太常卿之号。唐朝诗人白居易代表唐朝朝廷起草《與驃國王雍羌書》。开州刺史唐次述《骠国献乐颂》献上。雍羌和异牟寻死后，南诏和骠国的关系恶化。832年（唐文宗大和六年），南诏掠其骠国民众三千，迁徙到柘东。